# Polyper

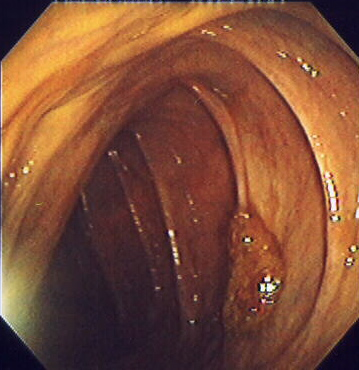
En polyp syns till höger på tjocktarmens vägg med vid en koloskopi.

Polyp är en onormal vävnadstillväxt som utgår från en slemhinna.
Polyper kan förekomma i näsan, tjocktarmen, urinblåsan och alla andra organ i kroppen som har en slemhinneyta. Är en polyp neoplastisk så kan den vara elakartad, malign. Om polypen däremot inte är neoplastisk kan den heller inte vara elakartad. Ordet neoplasi i sig betyder "nybildning av vävnad."
Ofta behöver polyper opereras bort, vilket görs genom olika typer av endoskopiska ingrepp beroende på var polypen sitter.
Ibland kallas felaktigt en viss typ av lymfatisk vävnad i bakre delen av näshålan för polyp, se adenoid.
Vid spina bifida kan ett så kallat meningocele uppstå, där slutningen av benvävnad inte är komplett.  Ett meningocele är en utbuktning fylld av cerebrospinalvätska. Ett meningocele i till exempel näshålan kan felaktigt misstas för en nasal polyp. Felaktig kirurgi kan då leda till ett läckage av cerebrospinalvätska, vilket i sin tur kan komma att leda till hjärnhinneinflammation. 